# Salsola
Salsola, comunament en català barrella, salsola o sosa, és un gènere de plantes amb flor de la subfamília Salsoloideae (antigament, classificada dins de la família quenopodiàcies). Són plantes halòfites. Generalment, prefereixen els sòls sorrencs del litoral marítim, ans que també es poden trobar en sòls àrids de l'interior. El gènere té unes 100 a 130 espècies que es troben a Àfrica, Àsia, i Europa.
Moltes de les espècies de Salsola tenen una característica curiosa: amb vents forts, la base de l'arbust sec i mort es pot desprendre o trencar i es posa a rodar, anant prenent forma de bola i podent córrer grans distàncies dispersant les llavors per un sistema anomenat anemocòria. D'ací ve el seu nom popular de "barrella".
Fins al segle xix, algunes espècies de Salsola s'utilitzaven per a obtenir sosa (carbonat de sodi), que es feia servir abans per a blanquejar la roba i per a fabricar sabó i vidre. El carbonat s'obtenia antigament cremant-les. El lloc on es cremava la barrella per a treure'n la sosa es coneixia amb el nom de barrellar.
L'anomenada cendra de barrella és molt rica en carbonat de sodi i de potassi, i va ser molt apreciada al llarg dels segles. Fou emprada antigament per a obtenir vidre resistent i molt transparent. La demanda d'aquesta cendra va caure en picat quan es va començar a obtenir la sosa a escala industrial segons el mètode Leblanc al segle xix.

## Taxonomia

### Espècies
Dins del gènere Salsola, segons el criteri de POWO, es reconeixen les 55 espècies següents:
- Salsola acanthoclada Botsch.
- Salsola africana (Brenan) Botsch.
- Salsola algeriensis Botsch.
- Salsola angusta Botsch.
- Salsola arbusculiformis Drobow
- Salsola australis R.Br.
- Salsola austrotibetica Sukhor.
- Salsola baranovii Iljin
- Salsola basaltica (C.Brullo, Brullo, Gaskin, Giusso, Hrusa & Salmeri) C.Brullo & Brullo
- Salsola brevifolia Desf.
- Salsola chellalensis Botsch.
- Salsola chinghaiensis A.J.Li
- Salsola collina Pall.
- Salsola cruciata L.Chevall. ex Batt. & Trab.
- Salsola divaricata Masson ex Link
- Salsola drummondii Ulbr.
- Salsola euryphylla Botsch.
- Salsola glomerata (Maire) Brullo
- Salsola griffithii (Bunge) Freitag & Khani
- Salsola gymnomaschala Maire
- Salsola gypsacea Botsch.
- Salsola halimocnemis Botsch.
- Salsola hartmannii Sukhor.
- Salsola ikonnikovii Iljin
- Salsola intramongolica H.C.Fu & Z.Y.Chu
- Salsola jacquemontii Moq.
- Salsola junatovii Botsch.
- Salsola kali L.
- Salsola komarovii Iljin
- Salsola laricifolia Litv. ex Drobow
- Salsola mairei Botsch.
- Salsola masclansii G.Monts. & D.Gómez
- Salsola melitensis Botsch.
- Salsola monoptera Bunge
- Salsola pachyphylla Botsch.
- Salsola papillosa (Coss.) Willk.
- Salsola paulsenii Litv.
- Salsola pontica (Pall.) Iliin
- Salsola praecox (Litv.) Litv.
- Salsola praemontana Botsch.
- Salsola ryanii Hrusa & Gaskin
- Salsola sabrinae Mosyakin
- Salsola sinkiangensis A.J.Li
- Salsola squarrosa Steven ex Moq.
- Salsola strobilifera (Benth.) Mosyakin
- Salsola subglabra Botsch.
- Salsola tamamschjanae Iljin
- Salsola tamariscina Pall.
- Salsola tragus L.
- Salsola tunetana Brullo
- Salsola turcica Yıld.
- Salsola verticillata Schousb.
- Salsola webbii Moq.
- Salsola zaidamica Iljin
- Salsola zygophylla Batt.

Segons la Flora dels Països Catalans hi ha cinc espècies amb algunes subespècies que no coincideixen amb les anomenades anteriorment.
Només els taxons enumerats dins de l'espècie S.kali es mantindrien dins del gènere Salsola. Les formes intraespecífiques que es consideren en aquesta obra són tractades com espècies diferents, segons POWO:
- Salsola kali ssp collina correspondria a l'espècie S.collina
- Salsola kali ssp kali és l'espècie S.kali
- Salsola kali ssp ruthenica seria sinònim de S.tragus

En canvi, les altres espècies que es troben a casa nostra i que la Flora dels PPCC considera dins de Salsola, POWO les situa en gèneres alternatius (Soda i Caroxylon):
- Salsola soda L. seria sinònim de Soda inermis Fourr.
- Salsola oppositifolia Sieber ex Moq.  seria sinònim de Soda longifolia (Forssk.) Akhani
- Salsola genistoides Juss. ex Poir.  seria sinònim de Caroxylon genistoides (Juss. ex Poir.) Pau
- Salsola vermiculata L. seria sinònim de Caroxylon vermiculatum (L.) Akhani & Roalson